# 獣皇
獣皇（じゅうおう）とは、アダルトDVDメーカーのグローリークエスト作によるAV女優と犬との獣姦物。
2003年のシリーズ開始以来人気が続き、2009年4月2日にはシリーズ第48作となる作品が発売された。犬は白黒2匹が登場するが、シリーズ第43作から黒犬2匹あるいは白犬2匹に変わっていることがある。
なお、グローリークエストのサイトにある作品リストからは獣皇シリーズが削除されているが、MANIACレーベルでの販売が継続されている。

## 概要
AV女優と犬との交合を扱った作品だけに、一般のアダルト作品とは多少趣が異なる。
- フェラチオ、性交、射精、中出しなどがあり、この点では一般のアダルト作品と同様である。
- AV女優の性器にはモザイク処理が施されているが、犬の性器にはモザイク処理が施されていない。
- 犬を扱う専門の人物（ブリーダー）が覆面を被った黒子として登場し、犬を勃起させたりAV女優に交接させたりなどの撮影補助を行う。
- AV女優でも犬を勃起させ射精に導くのは難しいらしく、ブリーダーの手により犬を勃起させ射精寸前の状態にしてから、女優にフェラチオさせたり、挿入させたりする。
- 犬と人間とでは性器や射精による精液の出方が違うので、AV女優が珍しげに見ていたり、スタッフからAV女優に解説が入ることがある。
- 犬の精液を容器に集めAV女優が飲むシーンがあるが、犬の精液は人間の精液よりやや流動性が高いようである。このため、犬に中出しされたAV女優の膣からの精液が流れ出やすく、作品観賞のポイントとなっている。また、AV女優の感想では精液の味も人間とは違うらしい。
- DVD作品の中には、AV女優と人間男性（AV男優）との性交シーンを特典映像として収め、本編のAV女優と犬との交尾と比較して楽しめるようにしたものもある。
- 初期の作品では犬との交尾を嫌がったり躊躇したりするAV女優を撮影スタッフが強引に交尾させる演出も見られたが、中期以降の作品ではそのような演出は皆無となっている。

## シリーズ作品
| 年月日         | タイトル                                                                  | 出演者               |
| -------------- | ------------------------------------------------------------------------- | -------------------- |
| 2003年2月7日   | 獣皇1 犬に処女を奪われ中出しされた女                                      | 奥田みゆ             |
| 2003年2月7日   | 獣皇2 犬の生チンポを無理矢理入れられた女                                  | 相沢さつき           |
| 2003年6月27日  | 獣皇3 犬のアナルを舐める女                                                | 羽田ことみ           |
| 2003年8月8日   | 獣皇4 犬のチンポでイッちゃう女子校生                                      | 江津かなみ           |
| 2003年10月1日  | 獣皇5 犬との3Pで生中出しされる女                                          | 中川亜衣里           |
| 2003年11月20日 | 獣皇6 18歳M娘3匹の犬から生ハメ中出し                                      | 月野あかり           |
| 2004年2月27日  | 獣皇7 顔中イヌもザーメンまみれのコスプレ娘                                | 君島麻衣子           |
| 2004年4月9日   | 獣皇8 犬とアナル＆マンコで生ハメSEXする娘                                 | 池上翔               |
| 2004年6月25日  | 獣皇9 犬のアナルに舌を入れる美少女                                        | 市川加奈             |
| 2004年7月23日  | 獣皇10 犬のチンポをパイズリする美巨乳娘                                   | 相川まりな           |
| 2004年9月13日  | 獣皇11 2匹の犬に雨中で生ハメ中出しされるロリ娘                            | 長谷川ちひろ         |
| 2004年10月23日 | 獣皇12 パイパン女子校生に犬の精子大量中出し                               | 草蒔紅葉             |
| 2004年11月23日 | 獣皇13 ロリ顔巨乳娘がアナルandマンコSEXで生中出し                         | 松本恵美             |
| 2005年1月7日   | 獣皇14 犬のチンポでイキまくる真性M女                                      | 真剃M子              |
| 2005年2月3日   | 獣皇15 2匹の犬と2人の娘との中出しSEX                                      | いちこ、栗鳥巣       |
| 2005年3月3日   | 獣皇16 犬と妊婦の中出しSEX                                                | 白石乃衣             |
| 2005年4月2日   | 獣皇17 ホルスタイン爆乳娘と犬の交尾                                       | 杉山圭               |
| 2005年5月23日  | 獣皇18 大開脚娘が2匹の犬とマンコandアナル生出しSEX                        | 大西ありさ           |
| 2005年7月13日  | 獣皇19 社長秘書が2匹の犬とザーメンごっくんand中出しSEX                    | 遠野まどか           |
| 2005年8月3日   | 獣皇20 2匹の犬に中出しされたザーメン                                      | 沖山りさ、上原あずさ |
| 2005年9月22日  | 獣皇21 犬の生肉棒をコブまで入れ、中出しされたザーメンを飲むパイパン二人組 | 楓、斉藤よし美       |
| 2005年10月21日 | 獣皇22 豊満巨乳熟女が2匹の犬と生中出しSEX                                 | 増田ゆり子           |
| 2005年12月1日  | 獣皇23 2匹の犬と生中出し交尾をする巨乳ロリ娘                              | 相澤唯衣             |
| 2006年1月25日  | 獣皇24 アナルとマンコを犯される超変態女                                   | 麻生まなみ           |
| 2006年3月3日   | 獣皇25 犬の中出し精子を飲みマジイキする制服少女                           | ミニうさ(愛ちゃん)   |
| 2006年5月13日  | 獣皇26 熟女と2匹の犬が生中出しSEX                                         | 楠本ゆかり           |
| 2006年7月1日   | 獣皇27 大勢の目の前で犬と生中出しSEX                                      | 結城明日香           |
| 2006年9月1日   | 獣皇28 ギャル系美女と2匹の犬の生中出しSEX                                 | 宝井こりん           |
| 2006年10月20日 | 獣皇29 巨乳人妻と2匹の犬の生中出しSEX                                     | 卯月真奈美           |
| 2006年12月13日 | 獣皇30 巨乳パイパン娘と二匹の犬の3P中出しSEX                              | 白石由希             |
| 2007年1月13日  | 獣皇31 イケイケガングロギャルと二匹の犬の生中出しSEX                      | 樹里                 |
| 2007年2月23日  | 獣皇32 シリーズNo.1美乳美女と二匹の犬の生中出しSEX                        | 小笠原咲             |
| 2007年4月3日   | 獣皇33 犬に仕えるメイド娘の生中出しSEX                                    | 白瀬あいみ           |
| 2007年5月23日  | 獣皇34 獣皇SPECIAL フイスト、3P、潮吹きまで                               | 林撫子               |
| 2007年7月23日  | 獣皇35 獣皇SPECIAL スレンダー巨乳美女の獣姦、フィスト                     | 白石ナナ             |
| 2007年8月23日  | 獣皇36 天然系お嬢様と2頭の犬の求愛行為                                    | みなみゆり           |
| 2007年9月22日  | 獣皇37 アイドル少女と犬の生中出しSEX                                      | 南野らん             |
| 2007年10月23日 | 獣皇38 小麦色ギャルと黒と白の獣の生中出しFuck                             | 心夏ミルク           |
| 2007年11月15日 | 獣皇39 145cmロリ系&170cmお姉さま系が2匹の犬と4P生中出し                   | 青山風鈴、亜桜ピンク |
| 2007年12月1日  | 獣皇40 現役レースクィーンが犬とナマ姦で大量潮吹きイキまくり               | 春妃いぶき           |
| 2007年12月15日 | 犬フェラ 獣皇フェラチオBEST                                               |                      |
| 2008年1月15日  | 獣皇41 元N○K女子アナと犬の生姦レポート                                    | さくらもも           |
| 2008年2月21日  | 獣皇42 カワイイ系ギャル&不思議少女が2匹の犬と4P生中出し                   | こころ、美月杏       |
| 2008年3月20日  | 獣皇43 現役女子校生が2匹の犬と生姦中出し交尾                              | 羽沢愛               |
| 2008年5月15日  | 獣皇44 犬に中出しされた精子を飲み干すエロ&癒しエスティシャン              | 片瀬マリア           |
| 2008年6月16日  | 犬フェラ+犬アナル舐め 獣皇フェラチオ BEST2                                |                      |
| 2008年8月7日   | 獣皇45 2人の女子大生の獣姦2穴SEX                                          | ミムラ佳奈、有賀知弥 |
| 2008年9月4日   | 獣皇46 私は犬とSEXしたい男の子です                                        | 伊藤青葉             |
| 2008年10月2日  | 獣皇 DOGGY FUCK REMIX                                                     |                      |
| 2008年12月4日  | 獣皇47 犬に犯されるのを待ちわびたド変態巨乳女                             | 前田窓花             |
| 2009年4月2日   | 獣皇48 タイムトリップ変態少女                                             | 青空のん             |
| 2010年11月29日 | 獣皇 ドラマ編 MAD-84 冬野みずき                                           |                      |

監禁獣姦レイプ
- THE DOG GAME 1 松井さくら
- THE DOG GAME 2 ふじいあや
- THE DOG GAME 3 綾野みゆき
- THE DOG GAME 4 白山ゆり
- THE DOG GAME 5 上村春奈